# Leone Brancaleone
Leone Brancaleone (anche Brancaleoni) (... – Roma, 25 agosto 1230) è stato un cardinale italiano.

## Biografia
Da giovane fu ammesso tra i Canonici regolari di San Frediano di Lucca. Fu creato cardinale e gli fu affidata la diaconia di Santa Lucia in Silice. Sottoscrisse una bolla papale datata 9 marzo 1202. Optò per l'ordine dei cardinali presbiteri ed il titolo di Santa Croce in Gerusalemme nello stesso 1202.
Sottoscrisse le bolle papali tra il 19 marzo 1202 e il 13 aprile 1216 e tra il 12 agusto 1216 e il 23 maggio 1224. Fu legato in Bulgaria, dove, nel 1204, incoronò  Kalojan, re dei Bulgari e dei Valacchi ed elesse il capo della chiesa bulgara, Vasilij di Tărnovo Primate di Bulgaria.
Legato in Germania e in Sassonia tra il 1207 e il 1209, con il cardinal Ugolino dei conti di Segni, per mediare tra Ottone IV di Brunswick e Filippo di Svevia. Fu poi legato in Ungheria.
Prese parte alla elezione papale del 1216, che elesse papa Onorio III. Fu un buon amico di Francesco d'Assisi, futuro santo, e fu un grande promotore del nuovo ordine. Prese parte alla elezione papale del 1227, che elesse papa Gregorio IX. Fu cardinale protopresbitero nel 1228.
Morì il 25 agosto 1230 a Roma.